# Željko Loparić
Željko Loparić (Jastrebarsko, 1939.) je hrvatski filozof, koji od 1969. živi i radi u Brazilu. 
Studirao književnost u Zagrebu i filozofiju u Njemačkoj. Boravi u Njemačkoj, a 1969. stiže u Brazil gdje predaje na raznim sveučilištima. Kao profesor na Unicampu osnovao i vodio (1980-1988) Cadernos de historia e filosofia da ciencia i bio koordinator Centra za logiku (1982- 1985). Utemenitelj je i prvi predsjednik društva Kant Brasileira. Održavao je predavanja i vodio kolegije na nekoliko sveučilista u Brazilu i drugdje.

## O opasnosti filozofije
U Knjizi  Optuženik Heidegger. esej o opasnosti filozofije (1991) razmatra polemike koje se vode o odnosu Martina Heideggera prema nacizmu. (Heidegger, jedan od najslavnijih svjetskih filozofa, pristupio je nacionalsocijalističkoj partiji i u travnju 1933. postao rektor sveučilišta u Freiburgu. Tijekom 1933. i 1934. održao je nekoliko govora u pohvalu Adolfa Hitlera i nacističkog režima.) Taj slučaj je Lopariću povod za šire razmatranje o filozofiji i njenim vezama s nasiljem i totalitarizmom. Uz prikaz "slučaja Heidegger" najviše govori o Marxu i marksistima, a završno poglavlje knjige nosi naslov Nacrt opće kritike ideologija.
Nejasnoća oko Heideggerovog stava prema zločinima stranke kojoj je pripadao, kaže Loparić, navela me je na na sumnju »da je cjelokupna Zapadna filozofija (a ne samo Heideggerova filozofija) ili opasna ili irelevantna za ljudski život.«  (Loparić, 1991:14-15) Preispitivanju te sumnje posvećena je ova knjiga.

### Marksisti i staljinizam
Heidegger nije jedini filozof čiji je odnos prema nasilju i totalitarizmu problematična. Sličan problem postoji kod marksista Frankfurtske škole. U kritici Heideggerove filozofije, pripadnik te škole Jürgen Habermas ne želi prihvatiti da se staljinistička angažiranost može usporediti s nacističkom. (Loparić, 1991:59-60) U ranijim godinama, članovi Instituta za socijalna istraživanja u Frankfurtu, kojem je na čelu bio Max Horkheimer, šutjeli su u događajima u SSSR-u. U drugoj polovici 1930-ih napustili su vjeru u SSSR, ali nikada nisu poklonili pažnju kritičke teorije autoritarizmu ljevice u staljinističkoj Rusiji. Habermas nije jedini koji još i danas želi zaštititi marksizam i marksiste od kritičkog ispitivanja. (Loparić, 1991:61-62)
Zbog ove manjkavosti marksizma, Loparić se vraća na analizu samog Marxovog učenja. No, da bi se njega shvatilo, treba krenuti od misaone revolucije koju je svojom kritikom donio Imnanuel Kant. Kantova je kritika izazvala »duhovnu katastrofu« u racionalnoj teologiji, kršćanstvu i judaizmu. (Loparić, 1991:73-74) Rezultat Kantove filozofije je,  po Nietzscheu »razjedajući skepticizam« koji je »potresanje i beznadnost svake istine«. (Loparić, 1991:74)

### Tri vrste "Kantijanaca": tehnika, nacizam, komunizam
U jednom eseju njemačkog pjesnika Heinricha Heinea iz 1834, Loparić uočava proročansku viziju budućih razornih političkih pokreta, koji su konzekvenca Kantove duhovne revolucije. Po Heineu, razorna moć Kantove Kritike čistoga uma donijela je »bogoubojstvo«. Nakon Jahvine smrti, predstoji u Njemačkoj radikalna revolucija »koja će prekinuti s cjelokupnom prošlošću« i »u praksi realizirati kraljevstvo duha za kojim su žudjeli prvi kršćani i gnostici«. (cit u: Loparić, 1991:75) »Ta revolucija ima nekoliko oblika: Kantov, Fichteov i Schellingov. Stići će kantovci, predviđa Heine, koji neće pokazati nikakav pijetet prema ovom svijetu privida i koji će ponovo izvrnuti, bez sažaljenja, tlo europskog života. Doći će na scenu naoružani fihteovci, nepokorivi u svoj voluntarističkom fanatizmu, jer će živjeti u duhu, a ne u tijelu, kao što su to činili prvi kršćani nošeni još uvijek ne samo apokaliptičkim, već i specifično gnostičkim nadama. Najstrašniji će, međutim, biti šelingovci, dodaje Heine, zato što će se identificirati sa samim principom razaranja, s izvornim snagama prirode, zato što će prizivati demonske sile starog germanskog panteizma; osobito strašni zato što će se, kao Stari Germani, boriti ne zato da unište ili da pobijede, već samo zato da bi se borili.«  (Loparić, 1991:75) Ovo je duboko proročanski tekst, zaključuje Loparić: u fihteovcima prepoznajemo marksiste, u šelingovcima naciste. (Loparić, 1991:75) (Iako to Loparić ne kaže izričito, možemo zaključiti da su "kantovci" koji »prevrću tlo europskog života« oni znanstvenici i inženjeri, koji dovode do situacije koji Heidegger naziva »planetarna vladavina tehnike«.)
Kasnije, nakon revolucionarnih događaja 1848. godine, pjesnik Heine je ustuknuo pred perspektivom dolaska proletarijata na vlast. On postaje jednako proročanski kritičar revolucije a la Marx. On polaže nade u religiozni socijalizam utemeljen na zakonima židovskog naroda, njegovih predaka. (Loparić, 1991:75-76) »Mnogo prije pojavljavanja židovsko-njemačkih mislioca kritičara moderniteta u ovom stoljeću, židovsko-njemački pjesnik Heine osjetio je, s preciznošću što zaslužuje divljenje, da je Kantov iluminizam ponovo otvorio stari konflikt što određuje Zapad, konflikt na život i smrt između filozofije i objavljene religije i pokazao da se taj konflikt ne odnosi samo na sliku svijeta, nego osobito i na vlast nad sviješću i materijalnim svijetom.«  (Loparić, 1991:76)

### Marksizam, kršćanstvo i mesijanski žar
Nakon razornog djelovanja Kantove kritike, Hegelov sustav je očajnički pokušaj da se to djelovanje poništi; pokušaj pomirenja filozofije i kršćanstva, infinitistička reakcija na Kantov finitizam. Marxova koncepcija povijesti također je izraz religiozne infinitističke reakcije protiv teze praktičke konačnosti (finitnosti ljudskoga bića, što ju je utemeljio Kant. (Loparić, 1991:77) Konačnost ljudske jedinke po Marxu se dokida u proletarijatu, klasi u kojoj čovječanstvo dostiže svoju beskonačnost. (Loparić, 1991:81)
Anarhisti Pierre Joseph Proudhon i Mihail Bakunjin ukazivali su na opasnost od totalitarizma do kojeg može dovesti Marxova teorija. Koncept revolucije u marksističim pokretima zapao je u krizu oko 1900. godine. Analizirajući evoluciju kapitalističkog sustava, većina socijalista dolazi postepeno do uvjerenja da je ideja o nasilnom kraju kapitalizma utopistička i opasna. U reviziji revolucionarnog marksizma značajnu ulogu ima prihvaćanje neokantizma kod niza "revizionističkih" teoretičara krajem XIX st. Nakon drugog svjetskog rata i boljševističke Oktobarske revolucije, dolazi do raskola na socijaldemokrate i komuniste. (Loparić, 1991:88)
Marksist Max Horkheimer vidi dvije vrste opasnosti u Marxovoj misli: prosvjetiteljska vjera u progres i mesijanizam religioznog tipa. (Loparić, 1991:88-90) O ovom mesijanizmu i na njemu zasnovanom moralu Loparić zaključuje: »Židovsko-kršćanski moral, impliciran u marksizmu, kombiniran s odbacivanjem grčkog logosa, neizbježno vodi nametanju koncepata pravde i prava nespojivih s ljudskom konačnošću, pa stoga, duboko utvredljive za osobne i društvene interese.«  (Loparić, 1991:90) Vjera u progres očituje se u Marxovoj podršci engleskom imperijalizmu koji uništava strukturu društva u Indiji, kao i u Engelsovim riječima prezira i mržnje prema slavenskim narodima (osim Poljaka), osobito Hrvatima.  (Loparić, 1991:92-94) Marksističko revolucionarno nasilje neodvojivo povezano s nasiljem tehnike. (Loparić, 1991:94-95)

#### Teologija oslobođenja
Loparić, koji od 1969. godine živi u Brazilu, govoreći o tom religioznom mesijanstvu koji postoji i u marksizmu i u kršćanstvu, ukazuje na njihov spoj u teologiji oslobođenja, koja je i danas značajan pokret u Latinskoj Americi. Povezivanje marksizma i kršćanstva nije apsurt, već vrlo točno tumačenje dubokog afiniteta između židovsko-kršćanske religije i Marxovog mišljenja. Latinskoamerički komunisti, kao i katolički teolozi, povezuju kršćanski milenij i marksističku "sekularnu" utopiju. »Riječ je o formuli koja je opčinila generacije latinskoameričkih intelektualaca i koja je često u potpunosti zasljepljivala njihovu sposobnost kritičkog rasuđivanja.«  (Loparić, 1991:104)

### Freudova kritika religije i marksizma
No, da li ovo povezivanje znači da opasnost dolazi ne samo od filozofije, nego i od religije? Loparić sada prelazi na Freudovu analizu opasnosti od religije i kritiku marksizma. Nakon revolucije u razumijevanju čovjekove psihe koju je donio Freud, otkrivajući udoboko ambivalentnu prirodu čovjekovih poriva, »prirodan i neposredan ljubavni odnos između čovjeka i žene ne može više služiti kao model svih društvenih odnosa što zadovoljavaju čovječnost, kako to shvaćaju izvjesni gnostici i kabalisti i kako to još želi Marx iz Pariških rukopisa. Upravo zbog toga, ni Freud se ne slaže da borba među ljudima ima karakter konačne dijalektike i da može postojati epoha ljudske povijesti kada će nestati agresivnosti. Rat između Erosa i Thanatosa je vječan. Komunizam iz Marxove kolijevke psihološki gledano je kriv. Kriv, zato što želi nemoguće. Po tom pitanju, on je jednak religiji i religioznom moralu koji zahtijevaju nemoguću ljubav prema bližnjem. U Freudovoj perspektivi, Marxova kritika ideologija može se vrlo dobro promatrati kao još jedna ideologija superega, kao sekularizirani oblik negacije agresivnosti, paralelan tradicionalnim sustavima okrivljavanja. (…) Freud je u superegu prepoznao neophodnu instancu u ekonomiji nagona, ali je zamijetio da nju nerijetko karakterizira nasilje protiv osjećaja i protiv uma koje možemo imati. U tom nasilju moralnih ideala, što se hrani agresivnošću koja obitava u nama u isto vrijeme kada prikriva nasilje, leži opasnost svih ideologija superega.« (Loparić, 1991:123-124)
»U namjeri da izbjegne upadanje u ideološke iluzije, psihoanaliza se uzdaje jedni u znanstvenu racionalnost, ili, kako to Freud kaže, u boga logosa, boga grčkog podrijetla s grčkim imenom.« Freudov humanizam počiva na "diktaturi uma": dugoročno, vjeruje, ništa neće moći odoljeti umu i iskustvu; um će nametnuti svoju diktaturu čovjekovom psihičkom životu. (Loparić, 1991:127)

### Kriza filozofije identitata i Heidegerov slom i bijeg
Nakon razmatranja o Freudu, Loparić izvodi opće zaključke o duhovnoj situaciji XX. stoljeća, u kojoj djeluje i Heidegger. U XX. stoljeću, u krizu dolazi cjelokupna moderna misaona tradicija, započeta u XVII. stoljeću, koju nazivamo "filozofija identiteta" ili "filozofija reprezentacije". Marx nas je upozorio o opasnostima filozofije reprezentacije, odnosno apstraktne filozofije identiteta, a Freud opasnosti religioznih ideala o pravdi. Filozofska refleksija danas je napustila cjelokupnu filozofiju identiteta, uključujući Marxovu, kao ideološku. Apsolvirala je teorijske i praktičke teze Kantovog finitizma. Merleau-Pontyeva interpretacija Husserlove fenomenologije razvidan je primjer tog finitističkog okreta. (Loparić, 1991:129)
Sada se Loparić vraća misliocu koji je predmet spora. Kakav je Heideggerov položaj u ovim misaonim kretanjima? Heidegger također napada filozofiju reprezentacije i elaborira ontologiju konačnosti. Suprotno svakoj filozofiji spasenja, on je ponudio ontološku koncepciju krivnje i odgovornosti. On je mislilac razlike, nepremostive razlike između mišljenja i bitka, trebati-biti i bitka. (Loparić, 1991:130) Izvorni pristup onome što je Tu nije putem osjećaja i intelekta, nego u praxis, u brigovanju. (Loparić, 1991:144)  U Heidegerovoj "osvjetljenosti" tubitka, H. Jonas u knjizi Gnosis und Spätantiker Geist vidi utjecaj oblika gnostičkog mišljenja. Egzistencija bez esencije je gnostički pojam, koji znači oslobađanje od prirode (esencije). Istinsko znanje nije znanje povijesti. (Loparić, 1991:145-146)
Kada smo tako shvatili prirodu Heideggove misli, u okviru epohe kojoj priapd, možemo shvatiti i to, kako se ambivalentno odnosio prema vlastitom djelovanju kao nacističkog rektora, u godinama nakon drugoga svjetskog rata do smrti, tijekom tridesetak godina. Nikada se nije jasno izjasnio niti osudio nacističke zločine.
Heidegger, zaključuje Loparić, iz cijele svoje filozofske pozicije, ne može priznati krivnju i tražiti oprost; u njegovoj misli nema mijesta za etiku pokajanja. Čovjek je uvijek kriv, bačen u svijet; Ništa je u nama, svi su naši projekti ništavni. Željeti pobjeći od krivnje što nas karakterizira znači povećati krivnju. Tražiti oprost apsurdno je zato što se ne možemo popraviti i zato što nam nema tko oprostiti. Nijedan čovjek, čak niti bog, ne može nas spasiti od našeg biti-krivim. Ne može se modificirati strukturu naše egzistencije, niti se može izbrisati prošlost. Mi jesmo naša prošlost.  (Loparić, 1991:151)
Heideggerova angažiranost u nacističkom pokretu bila je duboka i iskrena. On je pokušao predložiti ideologiju spasenja njemačkog naroda nakon katastrofe prvog svjetskog rata. Heidegger je bio korporativni socijalist, odobravao je nasilne prevrate, vjerovao u potrebu egzistencije nacionalnih elita i naslućivao pojavljivanje narodne religije koju će najaviti heroj.  (Loparić, 1991:161) U Heideggerovoj viziji, "istinski nacizam" je pokret protiv te planetarne opasnosti koju donosi tehnika, koja do osobitog izražaja dolazi u SAD i SSSR. (Loparić, 1991:161-162) Međutim već 1934. Heidegger se distancira od nacional-socijalističke stranke i daje ostavku na mjesto rektora. Gubi vjeru u spasiteljsku njemačkog naroda i zaključuje da nacizam provodi istu vladavinu tehnike. (Loparić, 1991:163-164) Vraća se promišljanju pjesništva koje je "pagansko", koje izražava izvorni duhovni stav koji prethodi nastanku filozofskog i znanstvenog mišljenja. To je međutim, zaključuje Loparić, značilo intelektualni slom i bijeg. (Loparić, 1991:165-166) 

### Nacrt općenite kritike ideologija
U završnom poglavlju, Nacrt općenite teorije ideologija, Loparić sumira svoja ranija razmatranja i razmišlja generalno o nasilju i totalitarizmu. Kako nacistički, tako i komunistički mučitelj nastupaju u ime neljudskih instanci. I najgore vrste nasilja integrirale su se u život duha. Postoje tri vrste kultova koji predstavljaju ekstremne opasnosti za društvo: kult sila postanka, kult tehnike i kult totalitarnog morala. U Freudovoj terminologiji, ta tri kulta predstavljaju religije i ideologije ida, ega i superega. One se povezuju s tri osnovne fundamentalističke tradicije zapada, dvije koje potiču od grčkog i jedna koja potiče od židovskog duha: dionizijska, apolonijska i Jahvistička. U klasičnoj grčkoj filozofskoj terminologiji, one su izražavanje temeljnih pojmova phisis, logos i nomos. (Loparić, 1991:185-188) Kod Heideggera, ta se trostrukost očituje kao trodjelna struktura ka: upletenost (njem:Befindlichkeit), razumijevanje ili projekt (Verstehen, Entwurf) i pad (Vefallen). Izražaji temeljnog trojstva su također: usmjerenost na prošlost, budućnost, sadašnjost; poganstvo, etika, tehnika; nasilje nacističkog, boljševičkog i tehničkog tipa. (Loparić, 1991:190-191)
Ovo nas promišljanje dovodi do uvida u to u čemu je točno opasnost filozofije. »Ideologija ili filozofija je opasna u mjeru u kojoj privilegira jednu dimenziju ljudskog, jednu vremensku dimenziju, a odbacuje druge.«  0(Loparić, 1991:195) Treba dakle afirmirati zanemarene dimenzije. Odbaciti paganstvo bez etike i tehnike, eshatološke ideologije nomocentrizma bez izvorne nevinosti želje i bez uma, vjeru u progres čovječanstva predvođen tehnikom koja se temelji na znanju putem reprezentacije bitka bića (logocentrizam ego-realnosti) bez osnovnih nagona i etike. (Loparić, 1991:196)
»Ako je bitak nedjeljiv od tajne, kao što to ne prestaje tvrditi spekulativna gnoza, ljudsko znanje o bitku ne može biti apsolutno. No, da bi bitak za nas imao smisla, da ne bi bio nerješiva enigma, mora se uzdignuti do pojma. Na isti način, ako trebati-biti bježi od svjetla samog uma, kao što to uporno posjeća praktička gnoza, svako znanje o trebati-biti neće se moći u potpunosti objasniti konceptima. Ali da trebati-biti ne bi bilo iracionalno, čisto statutarno nametanje, ono će se morati pomiriti s umom. Filozofija se dakle ne može odreći svog prava da razmišlja pojmovno o onome što jest i onome što mora biti, a ne može a da ne prizna da je to mišljenje ljudsko, to jest, konačno, a ne božansko.«  (Loparić, 1991:196-197)
Ekstremno nasilje ne može se više smatrati povijesnom slučajnošću. »Borba protiv ostataka ekstremnog nasilja može se sastojati jedino u novim pokušajima posredovanja u izrastajućim konfliktima, a nikad u konačnoj pobjedi nad jednom od "instanci" ili uvođenju novih faktora.«  (Loparić, 991:197-198)  »Gdje je ta teorija koja bi jednom osigurala da možemo u isto vrijeme biti pagani, realni i pravedni? Kakve su šanse da možemo računati na id koji nije više ubojica, superego koji nije više totalitaran i um koji nije više instrumentalan?«  (Loparić, 1991:198) 
Id i superego ne mogu se promijeniti sami po sebi. »Preostaje još nada da um, kroz rasuđujuće sudove o iskustvu o ekstremnom nasilju, može postati ne više instrumentalan (tehnički) i preuzeti posredničku ulogu. Ovdje mislimo na um koji će nastaviti proizvoditi reprezentacije kozmosa, ali koji će u isto vrijeme imati uvjeta da poštuje našu tako reći "oceansku" čovječnost i reći nam što moramo činiti. Aludiramo na samodsciplinirani um kantovskog tipa koji se odrekao stare pretenzije na "sustavno znanje o cjelovitosti realnog", koji je napustio vlastiti koncept sustava da bi bio lokalan.« (Loparić, 1991:198)

## Djela
- Loparić, Željko: Optuženik Heidegger. esej o opasnosti filozofije, Zagreb: Hrvatsko filozofsko društvo, 1991.

Napisano na portugalskom, objavljeno prvo na hrvatskom u prijevodu Kolinde Grabar.